# Rafael Baugh
Rafael Baugh (Perth, 7 de agosto de 1978) es un deportista australiano que compitió en duatlón. Ganó una medalla de bronce en el Campeonato Europeo de Duatlón de 2011.

## Palmarés internacional
| Campeonato Europeo | Campeonato Europeo  | Campeonato Europeo | Campeonato Europeo |
| Año                | Lugar               | Medalla            | Prueba             |
| ------------------ | ------------------- | ------------------ | ------------------ |
| 2011               | Limerick ( Irlanda) | Medalla de bronce  | Individual         |